# يوسف ذو الفقار
يوسف ذو الفقار باشا (6 يونيو 1866 - 15 يوليو 1965) قاضي مصري عمل كمستشار بمحكمة الاستئناف المختلطة بالأسكندرية. وهو والد الملكة فريدة ملكة مصر، ومن ثم فهو والد زوجة الملك فاروق الأول. وهو ابن على باشا ذو الفقار محافظ العاصمة الأسبق، وحفيد يوسف بك رسمي أحد كبار ضباط الجيش المصري في عهد خديوي مصر إسماعيل باشا.
ينتمي يوسف باشا إلى عائلة عريقة ذات أصول تركية - شركسية وهي عائلة ذو الفقار، حيث قدم أسلافه في عهد محمد علي باشا والي مصر في بدايات القرن 19 ، واستمروا بها حتى أصبحوا من طبقات مصر الأرستقراطية . حصل على شهادة القانون من المدرسة الخديوية والتحق بالقضاء حتى أصبح نائباً لرئيس محكمة الاستئناف المختلطة بالإسكندرية .
تزوج ذو الفقار من زينب ذو الفقار ابنة محمد سعيد باشا رئيس الوزراء الأسبق وشقيقة الفنان التشكيلي محمود سعيد ، ورُزقوا بصافيناز (ولدت عام 1921م ) ومحمد سعيد (ولد عام 1926م ) وشريف (ولد عام 1931م ) . حثت الملكة نازلي ابنها فاروق على الزواج من صافيناز بعد اعتلائه عرش مصر ، وقد تم الزفاف أخيراً على الرغم من قلق والدها يوسف باشا من مستقبل ابنته كجزء من العائلة المالكة وخوفه من تبعات هذا الزواج، فقد كان ينظر إليها بأنها مازلت طفلة في السادسة عشر، وبعد إلحاح وافق على الخطبة على أن تمتد الخطبة لسنوات ويكون الزواج بعد ذلك. لكن فاروق صمم على أن يتم الزواج بسرعة وأن ستة شهور كافية للاعداد للزواج وبعدها يتم عقد القران.، وأنعم الملك فاروق بلقب الباشاوية على ذو الفقار في 25 أغسطس 1937م قبل حفل الزفاف الذي أقيم في 20 فبراير 1938م بـ6 أشهر .
تم تعيين يوسف باشا ذو الفقار كأول سفير مصري لدى إيران في 13 مارس 1939 م، ويأتي هذا التعيين بعد أن تطورت العلاقات الدبلوماسية المصرية الإيرانية إلى درجة السفراء، فتم إرساله إلى إيران للتحضير لاستقبال الأميرة فوزية التي تزوجت من ولي العهد محمد رضا بهلوي في 16 مارس 1939م .
بعد اندلاع الحرب العالمية الثانية ، تواصل ذو الفقار سراً مع ممثلي قوات المحور في طهران، فقد كان الملك فاروق والعديد من المصريين في نفس الوقت متعاطفين مع ألمانيا النازيةعلى أمل أن انتصار المحور قد يضع نهاية للاحتلال البريطاني الذي استمر لعقود طويلة، وابلغ ذو الفقار الوزير المفوض الألماني في طهران تعاطف مصر مع ألمانيا واحترام الملك لزعيم النظام النازي أدولف هتلر، وكما تولى مهمة السفير في 29 يونيو عام 1941م عندما أرسل للألمان خطاباً من الملك فاروق يحتوي على تفاصيل دقيقة للغزو البريطاني السوفييتي لإيران، وتم استبدال ذو الفقار كسفير مصر لدى إيران بعبد الوهاب طلعت.